# Jacob de Bondt

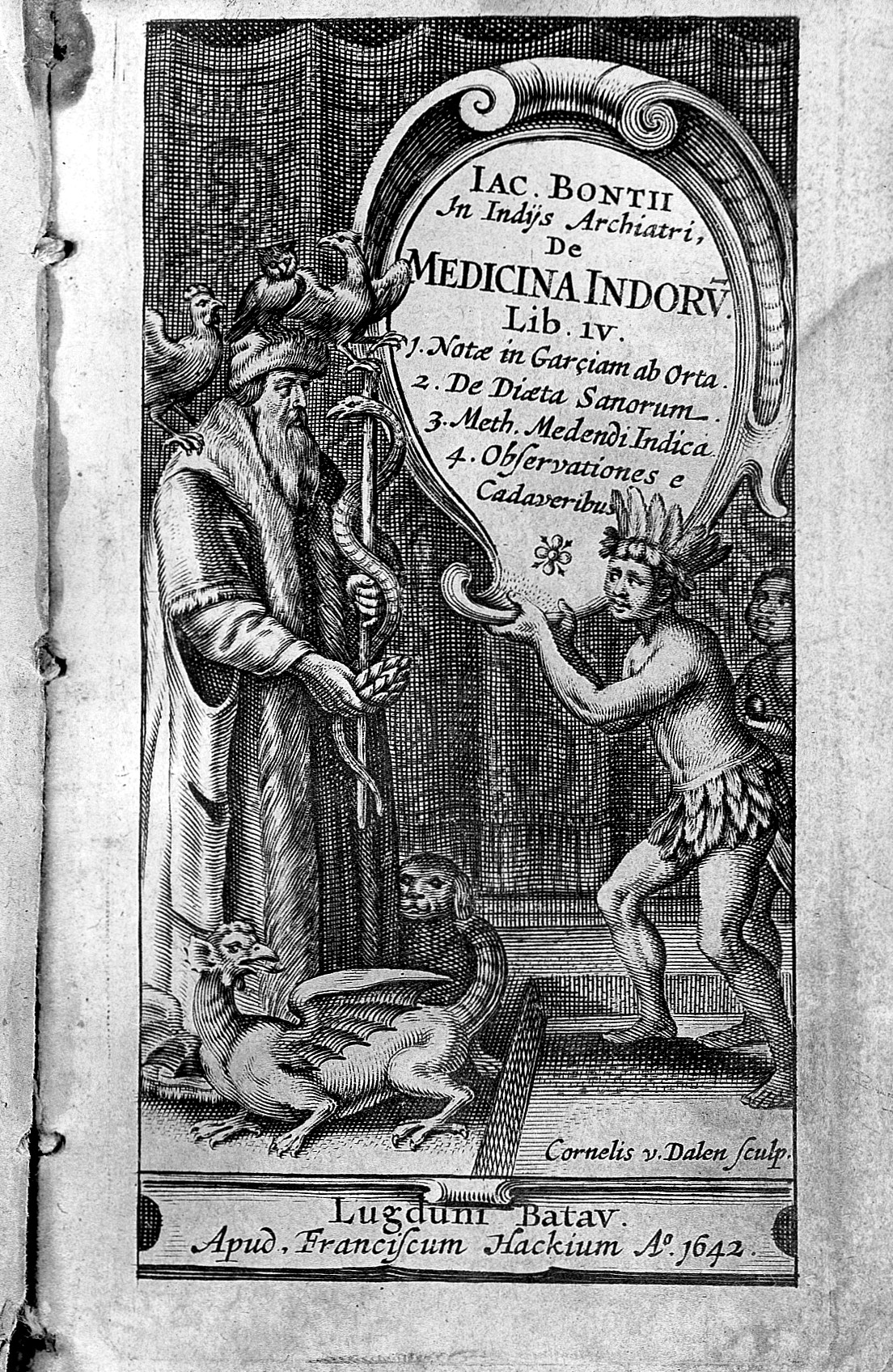
Jacobus Bontius

Jacob de Bondt (ou Jacobus Bontius) (Leyden, 1592 — Batávia, 30 de novembro de 1631) foi um médico neerlandês que publicou sobre medicina tropical, e sobre a flora e fauna das Índias Orientais Neerlandesas.
Ingressou na Companhia Neerlandesa das Índias Orientais e foi enviado para Batávia em 1627. Apesar de seus precários conhecimentos de medicina tropical, em apenas quatro anos em Java descreveu várias doenças encontradas na colônia neerlandesa, venenos de cobra, assim como a flora e a fauna do local.
Sua principal obra, De Medicina Indorum (Iacobis Bontii In Indijs Archiatri, De Medicina Indorv[m] Lib. IV. Lugduni Batavorum, 1642, Franciscus Hackius), foi publicada postumamente, em 1642, por seu irmão Willem Bontius, anos após a sua morte em Batávia, quando tinha apenas 39 anos. A obra inclui as primeiras descrições modernas da cólera, da shigella, da frambesia e da polineuropatia do beribéri.
Ele é tido, junto com Guilherme Piso, como um dos fundadores da medicina tropical.

## Obra
- De Medicina Indorum libri IV (Leiden, 1642) publicação póstuma por Guilherme Piso, mais tarde (Paris, 1645) junto com trabalhos de Prospero Alpini
- Historiae naturalis et medicae Indiae orientalis libri VI (Amsterdã, 1658) publicação póstuma por Guilherme Piso em 6 volumes na obra De Indiae Utriusque Re Naturali et Medica